# Albacora of Tortola
Albacora of Tortola è uno yacht con una lunghezza di 44,70 metri, commissionato ai cantieri Wilton Fijenoord nel 1947.

## Storia
Il battello era una ex vedetta olandese costruita nel 1947 dai cantieri Wilton Fijenoord, utilizzata per collegare le località di Willemstade e Veere, nei Paesi Bassi, con il nome di Van der Steng. Fu venduta alla Società di Navigazione Toscana (Toremar dal 1975), che la impiegò per l’espletamento della linea Porto Santo Stefano-Isola del Giglio con il nome Aegilium dal 1954 al 1967. Effettuava servizio passeggeri e postale essendo l’unico mezzo di trasporto marittimo in servizio regolare. Nel 1969 fu ceduta e trasformata in yacht di lusso cambiando diverse denominazioni: Gloria II, Albacora II, infine Albacora of Tortola.